# Château de Boutary
Le château de Boutary est situé sur la commune d'Escatalens en Tarn-et-Garonne.

## Histoire
Le château de Boutary est un logis seigneurial construit vers 1789 sur les terres de Boutary (parfois orthographié Boutarie ou ''Boutaric'', voire Boutarique). Le nom du château vient du nom donné aux terres de la commune d'Escatalens sur lesquelles il fut construit, lui-même dérivé de "Boutaric", du nom de la famille protestante de Montauban qui céda cette terre vers 1610.
Le château est édifié sous le nom de Boutarie par Jean Pierre Anne Delpech (1758-1823), seigneur de Boutary et de Montech, trésorier de France au bureau de Montauban, puis président au bureau des trésoriers de France de Toulouse. Il est ensuite transmis à Théodore Delpech, puis à Marie Delpech de Boutary, morte dans descendance en 1885.
Au milieu du XIXe, il est transmis au baron Marie Joseph de Saint-Vincent de Brassac, de Toulouse, qui appartient à une famille anoblie en 1818 sous la seconde Restauration, et qui en fait sa résidence secondaire. 
Marie-Joseph Louis, baron de Saint-Vincent de Brassac,, puis son fils Félix y effectuent des travaux importants de modernisation et d'aménagement. La baronne Marie-Élizabeth Pulchérie de Saint-Vincent, née Fabre de Latude, y installera à la mort de son mari en 1888, la résidence familiale des barons de Saint-Vincent. Le château devient la propriété de la famille Dieye en 2019.

## Caractéristiques du domaine
Le château remanié est un quadrilatère de brique rose, flanqué de deux tours sur la face Nord et d'un fronton en brique rose sur la face Sud. 
Une chapelle et une serre sont adjointes sur la face Est vers 1880.
Le domaine du château comprend un parc, des terres agricoles, une ferme et une orangerie du XVIIIe, un moulin du XVIIe ainsi qu'un bâtiment usine aujourd'hui désaffecté.

## La Maison Boutary
Les activités familiales de la Maison Boutary et des barons de Saint Vincent sont orientées vers l'art et la viticulture du XIXe siècle au XXe siècle, puis Roland de Saint Vincent, cofondateur de Sisley, y installe une activité fruitière de luxe. Cette dernière voit l'établissement, sous le nom de Château Boutary, d'une usine de manutention sur les terres du château qui livre jusqu'en 1990 des fruits au jus pelés à la main (pêches, poires, abricots) aux plus grandes tables (du Savoy au Raffles) et aux épiceries (Fauchon, Hédiard) du monde entier[réf. nécessaire].